# 12399 Bartolini
12399 Bartolini este un asteroid din centura principală de asteroizi.

## Descriere
12399 Bartolini este un asteroid din centura principală de asteroizi. A fost descoperit pe 19 iulie 1995 la San Marcello Pistoiese de Andrea Boattini și Luciano Tesi. Asteroidul prezintă o orbită caracterizată de o semiaxă mare de 2,29 ua, o excentricitate de 0,05 și o înclinație de 1,3° în raport cu ecliptica.